# Bracon roberti
Bracon roberti är en stekelart som först beskrevs av Wesmael 1838.  Bracon roberti ingår i släktet Bracon och familjen bracksteklar. Inga underarter finns listade.